# Neocodia
Neocodia is een geslacht van vlinders van de familie uilen (Noctuidae), uit de onderfamilie Acontiinae.

## Soorten
- N. albidivisa Dognin, 1914
- N. asna Schaus, 1911